# Quettetot
Quettetot – miejscowość i dawna gmina we Francji, w regionie Normandia, w departamencie Manche. W 2013 roku jej populacja wynosiła 736 mieszkańców. 
W dniu 1 stycznia 2016 roku z połączenia sześciu ówczesnych gmin – Bricquebec, Les Perques, Quettetot, Saint-Martin-le-Hébert, Le Valdécie oraz Le Vrétot – utworzono nową gminę Bricquebec-en-Cotentin. Siedzibą gminy została miejscowość Bricquebec. 